# Cafeteros de Córdoba
Los Cafeteros de Córdoba fue un equipo de béisbol que participó en la Liga Invernal Veracruzana y en la Liga Mexicana de Béisbol; con sede en Córdoba, Veracruz, México.

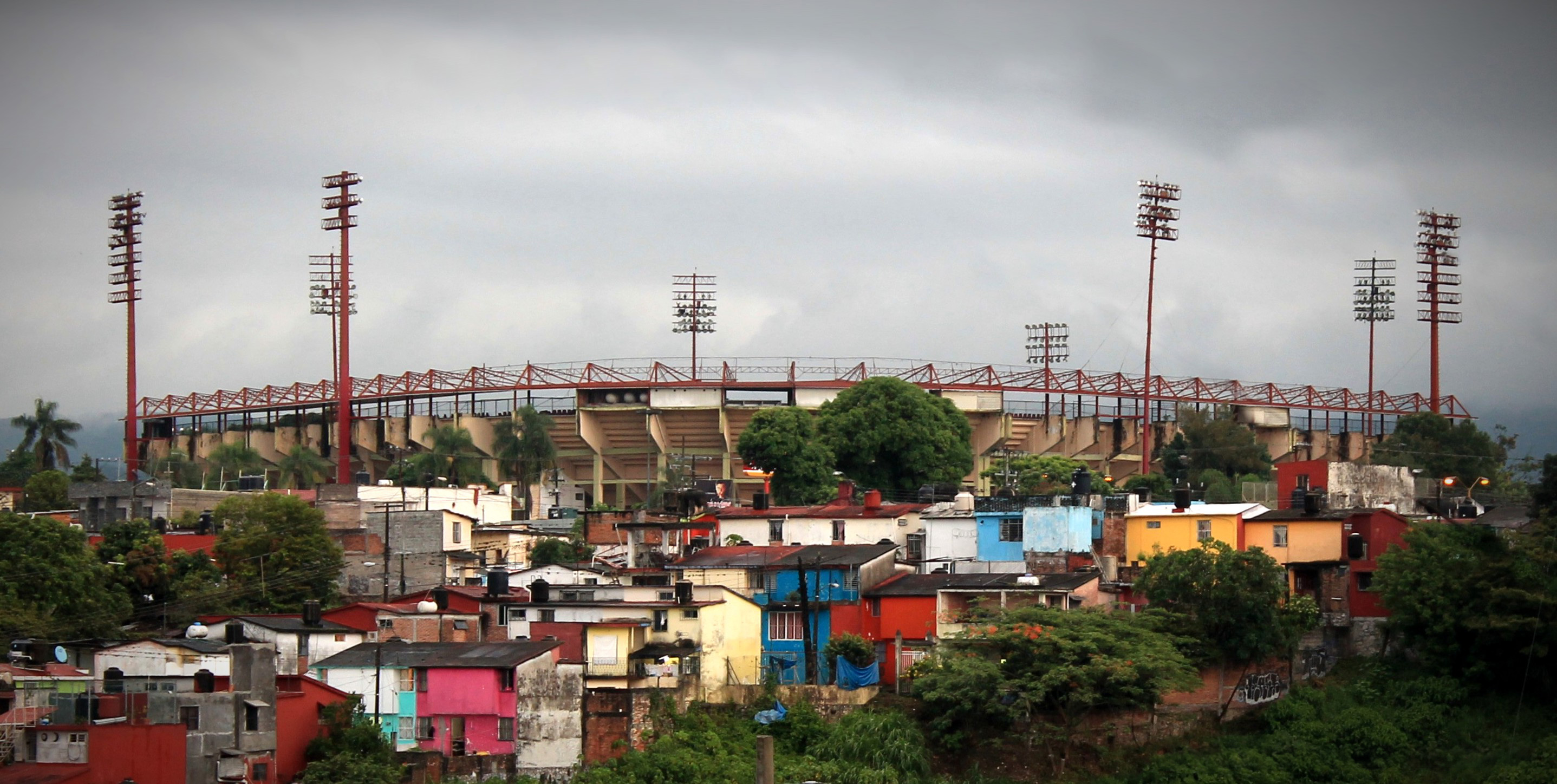
Estadio "Beisborama" en Córdoba, Veracruz.

## Historia

### Inicios
Los Cafeteros de Córdoba fueron fundados por Lázaro Penagos en el año de 1934, y  en 1935 construyó el parque de béisbol de la ciudad.
En 1937 inscribió y dirigió desde el banquillo a los Cafeteros en la Liga Mexicana de Béisbol. En 1939 obtuvieron su primer campeonato.
El equipo estuvo por 22 años en la LMB, de manera interrumpida 1937-39 (3 años), 1972-79 (8 años), 1984-86 (3 años), 1991-92 (2 años) y 1998-2003 (6 años), para luego ser vendidos por falta de afición y el equipo trasladado a los Rieleros de Aguascalientes en 2003.
Los Cafeteros resurgen en 1972, después de 33 años sin beisbol de primera en la ciudad, año en que don "Chara" Mansur trajo nuevamente una franquicia de la Liga Mexicana de Béisbol a la ciudad de Córdoba, para lo cual se construyó el Estadio "Beisborama". Ese mismo año los Cafeteros resultaron campeones de la LMB, gracias a la dirección de su mánager Mario Peláez Dior conocido como "El Toche", convirtiéndose así en el primer y único equipo de expansión en lograr esta hazaña en ese circuito. Lograron dos campeonatos, en 1939 y 1972.  
Salomé Barojas es el mejor jugador cordobés que jugó con Cafeteros ya que estuvo 5 años en Grandes Ligas, Liga Mexicana del Pacífico, y LMB, fue entrenador y manejador en múltiples ligas mexicanas, por lo que ha sido incluido en el Salón de la Fama del Beisbol Mexicano.  

### Actualidad
El equipo cordobés participó en la Liga Invernal Veracruzana formando parte de la Zona Centro, y era filial de los Rojos del Águila de Veracruz, equipo que participa en la Liga Mexicana de Béisbol.

## Estadio
La casa de los Cafeteros fue el Estadio "Beisborama" con capacidad para 12,000 aficionados, se ubica en la ciudad de Córdoba, Veracruz, México.

## Jugadores

### Roster actual
"Temporada 2011-2012"
| Lanzadores: - 8 Alfredo Ochoa - 12 Miguel Larrañaga - 34 Paulo César Alemán - 43 Víctor Jácome * - 44 Irving García - 51 Hori Daniel Sánchez - 55 Ramiro Leal - 70 Wilbert Ortega - 77 Orlando Espinoza - 80 José Martínez Receptores: - 3 Raúl Rodríguez - 7 Armando Reyes - 32 Fabio Sánchez |  | Jugadores de Cuadro: - 6 Henry Pichardo - 9 Iván Ortega - 10 Alejandro Sánchez - 13 Jeremy Acey - 14 Enrique Malpica Jardineros: - 16 Ángel Ponce - 19 Oscar Fentanes - 20 Martín Alonzo - 29 Luis Palacios Cuerpo Técnico: - Mánager: Rolando Camarero Cruz - Coach: Alberto Joachín - Coach: Víctor Jácome * - Bat Boy: Carlos Sosa - Bat Boy: Diego Sánchez |

 (*) Entrenador-Jugador. 

### Jugadores destacados
- Rico Carty.
- Julián Yan.
- Lázaro Salazar.
- José "El Peluche" Peña.
- Agustín "Pijini" Bejerano.
- Salomé Barojas

### Números retirados
Ninguno.

### Novatos del Año
- 1984  Carlos Enrique de los Santos.
- 1991  Oscar Romero.

### Campeones Individuales

#### Campeones Bateadores
| Año  | Nombre           | Porcentaje |
| ---- | ---------------- | ---------- |
| 1939 | Lázaro Salazar   | .374       |
| 1984 | James Collins(1) | .412       |

#### Campeones Productores
| Año  | Nombre     | Producidas |
| ---- | ---------- | ---------- |
| 2000 | Julián Yan | 129        |

#### Campeones Jonroneros
| Año | Nombre  | Jonrones |
| --- | ------- | -------- |
| NA  | Ninguno | NA       |

#### Campeones de Bases Robadas
| Año  | Nombre                    | Bases |
| ---- | ------------------------- | ----- |
| 1938 | Agustín "Pijini" Bejerano | 23    |
| 1939 | Agustín "Pijini" Bejerano | 14    |

#### Campeones de Juegos Ganados
| Año  | Nombre                 | Récord |
| ---- | ---------------------- | ------ |
| 1939 | Lázaro Salazar         | 16-?   |
| 1978 | José "El Peluche" Peña | 22-9   |
| 1984 | Salvador Colorado      | 17-6   |

#### Campeones de Efectividad
| Año  | Nombre              | Porcentaje |
| ---- | ------------------- | ---------- |
| 1939 | Raymond Taylor      | 1.19       |
| 1974 | Juan Pizarro        | 1.57       |
| 1984 | Salvador Colorado   | 2.20       |
| 2006 | Hansel Izquierdo(2) | 2.92       |

#### Campeones de Ponches
| Año | Nombre  | Ponches |
| --- | ------- | ------- |
| NA  | Ninguno | NA      |

#### Campeones de Juegos Salvados
| Año | Nombre  | Juegos |
| --- | ------- | ------ |
| NA  | Ninguno | NA     |

1 Comenzó la temporada con México.
2 El equipo comenzó la temporada como Poza Rica.

## Ejecutivos del año
La organización ha obtenido el nombramiento de Ejecutivo del Año en la LMB en dos ocasiones.
- 1972  Chara Mansur.
- 1978  Chara Mansur.